# Patrice Thévenard
Pour les articles homonymes, voir Thévenard.
Patrice Thévenard, né le 25 octobre 1954 à Carnetin (Seine-et-Marne), est un coureur cycliste français. 

## Biographie
Professionnel de 1979 à 1994, ses plus belles victoires ont été obtenues dans des cyclo-cross où il totalise plus de 100 succès. En 1983, il devient vice-champion de France de cette discipline. En 1990, en fin de carrière, il devient le premier Français à devenir champion du monde de VTT, une discipline arrivée un  peu tard dans sa carrière.

## Palmarès sur route

### Palmarès amateur
- 1977
  - Paris-Rouen
  - 5e étape du Tour d'Île-de-France (contre-la-montre, ex aequo avec Didier Bourrier)
  - 3e de Paris-Ézy
- 1978
  - Grand Prix cycliste de L'Humanité :
    - Classement général
    - 1re étape

  - 1rea et 4e étapes du Tour du Loir-et-Cher
  - 2e de Paris-Troyes
  - 2e de Paris-Rouen
  - 2e du Grand Prix des Cévennes
  - 3e du Tour du Loir-et-Cher

### Palmarès professionnel
- 1984
  - Circuit du Sud-Est
  - 1re étape du Tour du Vaucluse
  - 2e du Grand Prix Torres Vedras

## Résultats sur les grands tours

### Tour de France
3 participations
- 1979 : 69e
- 1980 : 55e
- 1984 : 115e

### Tour d'Espagne
1 participation
- 1981 : 33e

## Palmarès en VTT
| - 1988 - Championnat de France de VTT - 1989 - Championnat de France de VTT - 1990 - Championnat de France de VTT - Champion du monde de VTT à Durango Colorado - Vainqueur de la Transmaurienne | - 1991 - Vainqueur de la Transmaurienne - 1992 - Vainqueur de la Forestière |

## Palmarès en cyclo-cross
| - 1979-1980 - 2e du championnat d'Île-de-France de cyclo-cross - 1982-1983 - Champion d'Île-de-France de cyclo-cross - 2e du championnat de France de cyclo-cross - 1983-1984 - Champion d'Île-de-France de cyclo-cross - Vainqueur du Challenge la France cycliste - Cyclo-cross de Carnetin - 1984-1985 - Champion d'Île-de-France de cyclo-cross - Cyclo-cross de Carnetin | - 1985-1986 - Cyclo-cross de Carnetin - 1988-1989 - Tour du Val d'Orge : - Classement généra - 2e étape |